# Antíoco (padre de Seleuco I Nicátor)
Antíoco (siglo IV a. C., en griego, о Αντίοχος) fue un griego del reino de Macedonia que vivió en la época del rey Filipo II de Macedonia, que gobernó entre los años 359 y 336 a. C. Era originario de Oréstide, en Grecia.
Antíoco sirvió como general al mando de Filipo II, y ganó distinción entre sus oficiales. Antíoco se había casado con una mujer macedonia llamada Laodice, con quien tuvo un hijo aproximadamente en el año 358 a. C., que sería el futuro Seleuco I Nicátor. Seleuco, antes de convertirse en rey, fue uno de los generales del rey macedonio Alejandro Magno y, a su muerte, se convertiría en el primer Rey del imperio seléucida.se decía que el verdadero padre de Seleuco no era Antíoco, sino que Laodice había sido fecundada por el dios griego Apolo.
Cuando Seleuco se convirtió en rey fundó dieciséis ciudades a las que otorgó el nombre de su padre. Entre éstas se incluye la ciudad siria de Antioquía (en la actual Turquía) o la posta militar seléucida Antioquía de Pisidia. A través de Seleuco habría hasta trece reyes seléucidas que portarían el nombre de Antíoco, más otros tres del reino de Comagene.